# Нілтон Феррейра Джуніор
Нілтон Феррейра Джуніор або просто Нілтон (порт.-браз. Nílton Ferreira Júnior / Nílton; нар. 21 квітня 1987, Барра-ду-Гарсас, Мату-Гросу, Бразилія) — колишній бразильський футболіст, опорний півзахисник.

## Життєпис

### Ранні роки
Вихованець «Етті Жундіая» та «Корінтіанса». Розпочав свою кар'єру як нападник, але в одному матчі, коли ще грав у юніорській команді, його випробували на позиції опорного півзахисника, і він зіграв достатньо добре, щоб вирішив змінити позицію. У своєму ж першому матчі в стартовому складі «Корінтіанса» проти «Ботафогу», де грав замість дискваліфікованого захисника Зелао, він забив автогол на перших хвилинах матчу. Однак, на 25-й хвилині другого тайму Нілтон виправив свою помилку, відзначився голом з-за меж штрафного майданчика. Допоміг клубу виграти чемпіонат Бразилії 2005 року. У сезоні 2008 року став одним з гравців, які залишилися в команді після її вильоту до Серії B. Проте «Корінтіанс» одразу ж виграв другий за силою дивізіон чемпіонату Бразилії та повернувся до вищого дивізіону. Однак протягом усього періоду перебування в команді був резервним гравцем.

### «Васко да Гама»
У 2009 році, граючи за клуб Ріо-де-Жанейро, обраний найкращим другим півзахисником Ліги Каріоки після чудових виступів. Також виступав за «Васко» в Серії B. Допоміг команді повернутися до вищого дивізіону чемпіонату Бразилії. У вересні 2010 року, під час матчу чемпіонату Бразилії проти «Гуарані», отримав травму та відчув біль у коліні. Пізніше він дізнався, що отримав розрив зв'язок коліна. Через травму вибув із гри на шість місяців і повернувся на футбольне поле лише у 2011 році. Повернувся на поле 5 жовтня 2011 року в матчі Південноамериканського кубку проти «Аурори». 

### «Крузейро»
Посилаючись на невирлату коштів з Фонду компенсації за звільнення, 18 грудня 2012 року розірвав свій контракт з «Васко да Гама». А вже 22 грудня перейшов до «Крузейро». У складі клубу став чемпіоном Бразилії 2013 та 2014 років, а також чемпіоном штату Мінас-Жерайс 2014 року. Зіграв у 30 з 38-ми матчів чемпіонату, завдяки чому допоміг команді виграти Серію A.

### «Інтернасьйонал»
9 січня 2015 року він підписав 3-річний контракт з «Інтернасьйоналем». Допоміг клубу виграти чемпіонат штату Ріу-Гранді-ду-Сул 2015 року. 4 грудня того ж року Нілтон та його товариш по команді Веллінгтон були дискваліфіковані на п'ять місяців за вживання допінгу. Після закінчення терміну дискваліфікації у квітні 2016 року повернувся до «Інтернасьоналя»

### «Віссел Кобе»
9 червня 2016 року перейшов до японської команди «Віссел Кобе». У Джей-лізі 1 дебютував 9 липня 2016 року в поєдинку проти «Саґан Тосу». Своїм першим голом у чемпіонаті відзначився 13 липня 2016 року на 18-й хвилині програного (2:3) виїзного поєдинку проти «Йокогама Ф. Марінос». На другому етапі чемпіонату відзначився 3-ма голами у 13-ти матчах чемпіонату й допоміг команді підвищитися в класі. Влітку 2017 року його стан здоров'я погіршився, через що почав отримувати менше ігрового часу, а 30 листопада того ж року домовився про розірвання контракту за згодою сторін

### «Баїя»
3 січня 2018 року підписав 1-річний контракт з «Баїєю».

### ССА
Не маючи багато ігрового часу в Баїї, розірвав свій контракт і перейшов у «ССА Масейо». У команді виступав до кінця року.

### «Оесте»
На початку вересня 2020 року підписав контракт з «Оесте».

### «Реал Томаяпо»
У січні 2021 року вирушив до Болівії, де підписав контракт з «Реалом Томаяпо». Після завершення сезону 2021 року завершив кар'єру гравця.

## Статистика виступів

### Клубна
Останнє оновлення 23 лютого 2017 року.
| Клубні виступи    | Клубні виступи    | Клубні виступи    | Ліга  | Ліга | Кубок            | Кубок            | Кубок ліги      | Кубок ліги      | Конт. кубок      | Конт. кубок      | Загалом | Загалом |
| Сезон             | Клуб              | Ліга              | Матчі | Голи | Матчі            | Голи             | Матчі           | Голи            | Матчі            | Голи             | Матчі   | Голи    |
| Бразилія          | Бразилія          | Бразилія          | Ліга  | Ліга | Кубок Бразилії   | Кубок Бразилії   | Кубок ліги      | Кубок ліги      | Південна Америка | Південна Америка | Загалом | Загалом |
| ----------------- | ----------------- | ----------------- | ----- | ---- | ---------------- | ---------------- | --------------- | --------------- | ---------------- | ---------------- | ------- | ------- |
| 2009              | «Васко да Гама»   | Серія B           | 31    | 2    | 4                | 1                | 9               | 1               | —                | —                | 44      | 4       |
| 2010              | «Васко да Гама»   | Серія A           | 22    | 3    | 5                | 0                | 12              | 3               | —                | —                | 51      | 6       |
| 2011              | «Васко да Гама»   | Серія A           | 7     | 0    |                  |                  |                 |                 | 4                | 0                | 11      | 0       |
| 2012              | «Васко да Гама»   | Серія A           | 34    | 4    |                  |                  | 13              | 0               | 7                | 1                | 54      | 5       |
| Загалом           | «Васко да Гама»   | «Васко да Гама»   | 94    | 9    | 9                | 1                | 34              | 4               | 11               | 1                | 160     | 15      |
| 2013              | «Крузейро»        | Серія A           | 30    | 7    | 6                | 1                | 14              | 0               |                  |                  | 50      | 8       |
| 2014              | «Крузейро»        | Серія A           | 26    | 3    | 5                | 0                | 7               | 0               | 3                | 0                | 41      | 3       |
| Загалом           | «Крузейро»        | «Крузейро»        | 56    | 10   | 11               | 1                | 21              | 0               | 3                | 0                | 91      | 11      |
| Японія            | Японія            | Японія            | Ліга  | Ліга | Кубок Імператора | Кубок Імператора | Кубок Джей-ліги | Кубок Джей-ліги | АФК              | АФК              | Загалом | Загалом |
| 2016              | «Віссел Кобе»     | Джей-ліга 1       | 13    | 2    | 2                | 0                | 2               | 0               | –                | –                | 17      | 2       |
| Загалом           | «Віссел Кобе»     | «Віссел Кобе»     | 13    | 2    | 2                | 0                | 2               | 0               | –                | –                | 17      | 2       |
| Усього за кар'єру | Усього за кар'єру | Усього за кар'єру | 163   | 21   | 22               | 2                | 57              | 4               | 14               | 1                | 268     | 28      |

## Досягнення

### Клубні
«Корінтіанс»
- Серія A Бразилії
  -  Чемпіон (1): 2005

- Серія B Бразилії
  -  Чемпіон (1): 2008

«Васко да Гама»
- Серія B Бразилії
  -  Чемпіон (1): 2009

- Кубок Бразилії
  -  Володар (1): 2011

«Крузейро»
- Серія A Бразилії
  -  Чемпіон (2): 2013, 2014

- Ліга Мінейро
  -  Чемпіон (1): 2014

«Інтернасьйонал»
- Ліга Гаушу
  -  Чемпіон (1): 2015

«Баїя»
- Ліга Баїяно
  -  Чемпіон (2): 2018, 2019

### Індивідуальні
- Команда року Серії А чемпіонату Бразилії: 2013[14]